# Liste der Städte und Gemeinden in Ostwestfalen-Lippe
Dieser Artikel enthält eine Liste aller Kreise, kreisfreien Städte, Städte und Gemeinden im Regierungsbezirk Detmold. Die Einwohnerzahlen stammen vom Landesamt für Datenverarbeitung und Statistik Nordrhein-Westfalen (Stand: 31. Dezember 2023) und stehen jeweils in Klammern hinter dem Namen des Kreises, der Stadt oder der Gemeinde.
Die Kreise sind alphabetisch geordnet, ebenso die Städte und Gemeinden eines Kreises.
Der Regierungsbezirk Detmold hat eine Gesamteinwohnerzahl von 2.072.972.

Wappen der Stadt Bielefeld

Kreisfreie Stadt Bielefeld (331.519)
Kreis Gütersloh (363.674)
Städte
1. Borgholzhausen (8891)
2. Gütersloh (99.793)
3. Halle (Westf.) (21.596)
4. Harsewinkel (25.462)
5. Rheda-Wiedenbrück (48.377)
6. Rietberg (29.997)

Wappen des Kreises Gütersloh

7. Schloß Holte-Stukenbrock (26.217)

Wappen des Kreises Herford

Wappen des Kreises Höxter

Wappen des Kreises Lippe

Wappen des Kreises Minden-Lübbecke

Wappen des Kreises Paderborn

8. Verl (25.669)
9. Versmold (21.609)
10. Werther (Westf.) (11.064)

Gemeinden
1. Herzebrock-Clarholz (16.489)
2. Langenberg (8368)
3. Steinhagen (20.142)

Kreis Herford (254.593)
Städte
1. Bünde (46.615)
2. Enger (20.674)
3. Herford (67.409)
4. Löhne (40.806)
5. Spenge (14.629)
6. Vlotho (18.496)

Gemeinden
1. Hiddenhausen (19.517)
2. Kirchlengern (16.463)
3. Rödinghausen (9984)

Kreis Höxter (139.042)
Städte
1. Bad Driburg (18.830)
2. Beverungen (12.749)
3. Borgentreich (8661)
4. Brakel (16.145)
5. Höxter (28.173)
6. Marienmünster (4779)
7. Nieheim (6066)
8. Steinheim (12.127)
9. Warburg (23.317)
10. Willebadessen (8195)

Kreis Lippe (347.613)
Städte
1. Bad Salzuflen (54.108)
2. Barntrup (8302)
3. Blomberg (15.562)
4. Detmold (74.229)
5. Horn-Bad Meinberg (17.375)
6. Lage (34.936)
7. Lemgo (39.895)
8. Lügde (9294)
9. Oerlinghausen (17.228)
10. Schieder-Schwalenberg (8124)

Gemeinden
1. Augustdorf (9883)
2. Dörentrup (7500)
3. Extertal (11.353)
4. Kalletal (13.330)
5. Leopoldshöhe (17.204)
6. Schlangen (9290)

Kreis Minden-Lübbecke (320.925)
Städte
1. Bad Oeynhausen (50.513)
2. Espelkamp (25.763)
3. Lübbecke (26.830)
4. Minden (83.991)
5. Petershagen (25.362)
6. Porta Westfalica (36.594)
7. Preußisch Oldendorf (12.536)
8. Rahden (16.150)

Gemeinden
1. Hille (16.280)
2. Hüllhorst (13.302)
3. Stemwede (13.604)

Kreis Paderborn (315.606)
Städte
1. Bad Lippspringe (17.237)
2. Bad Wünnenberg (12.377)
3. Büren (21.352)
4. Delbrück (31.931)
5. Lichtenau (10.891)
6. Paderborn (156.887)
7. Salzkotten (25.269)

Gemeinden
1. Altenbeken (9158)
2. Borchen (13.756)
3. Hövelhof (16.748)